# Kaoutar Farkoussi
Kaoutar Farkoussi (sinh ngày 19 tháng 3 năm 1996) là một người chạy bộ người Maroc.
Trên đường đua, cô đã giành huy chương bạc trong 5000 mét tại Jeux de la Francophonie 2017, hoàn thành thứ sáu tại Đại hội Thể thao Đoàn kết Hồi giáo 2017, và giành huy chương vàng tại Đại hội Thể thao Địa Trung Hải 2018.
Bên ngoài đường đua, cô đã giành được huy chương bạc trong cuộc thi tiếp sức hỗn hợp tại Giải vô địch quốc gia xuyên quốc gia 2019.
Thời gian 5000 mét cá nhân tốt nhất của cô là 15: 48,73 phút, đạt được vào tháng 7 năm 2018 tại Rabat.